# Бодино, Иньяс
Анри Алуаз Иньяс Бодино (фр. Henri Aloyse Ignace Baudinot; 1776—1840) — французский военный деятель, полковник (1809 год), барон (1811 год), участник революционных и наполеоновских войн.

## Биография
Родился в семье капитана Конфланского легиона Альбера Бодино (фр. Albert Eléonore Baudinot; —1840) и его супруги Марии Жобар (фр. Marie Jeanne Jobart; 1742—1822). Бодино-младший, не достигнув 13-летнего возраста, начал военную карьеру 1 марта 1789 года солдатом Вогезских егерей (с 1 января 1791 года - 8-й батальон егерей). 12 марта 1792 года дослужился до младшего лейтенанта. Именно в это время в письме, адресованном его матери её мужем, указывается: «Ваш сын только что сражался, как лев, он был назначен лейтенантом на поле боя, под аплодисменты всего батальона». 18 ноября 1793 года получил звание лейтенанта. В составе Южной армии генерала Монтескьё-Фезенсака принимал участие в завоевании Савойи. В 1794 году 8-й батальон влился в состав 8-й полубригады лёгкой пехоты. В 1794-95 годах сражался в рядах Армии Восточных Пиренеев. С 1 июня 1796 года в составе 4-й полубригады лёгкой пехоты. Под началом полковника Дестена служил в Итальянской армии. В 1798 году присоединился к Восточной армии Бонапарта и принял участие в Египетской экспедиции. 15 мая 1798 года получил звание капитана и возглавил роту в 4-й полубригаде. Сражался под началом полковника Дельзона и отличился при штурме 2 июля 1798 года окопов Эмбабеха и захвате Александрии. 21 июля 1798 года сражался при Пирамидах. Во время египетской кампании турецкий корабль, захваченный штормом, был спасён французами. Когда стихия успокоилась, турецкий экипаж призвал своих противников сложить оружие. Капитан Бодино, который командовал спасательной операцией, вызвал вражеского лидера на дуэль и убил его в ходе последовавшего поединка.
10 сентября 1805 года произведён в командиры батальона 26-го полка лёгкой пехоты. В кампаниях 1805-07 годов сражался в рядах 3-й пехотной дивизии генерала Леграна 4-го корпуса маршала Сульта Великой Армии. Под командой полковника Пуже дрался при Ульме, Аустерлице, Йене и Любеке. 6 февраля 1807 года ранен пулей в нижнюю часть живота в сражении при Хоффе. 10 июня 1807 года получил пулевое ранение в правую ногу при Гейльсберге.
Участвовал в Австрийской кампании 1809 года. 22 апреля был ранен при Экмюле. Сражался при Эсслинге. 28 мая 1809 года был произведён Императором в полковники, и назначен командиром 46-го полка линейной пехоты. В ходе подготовки к битве при Ваграме с австрийцами Наполеон понял, что занятие деревни Энцерсдорф необходимо. Полковник Сент-Круа, адъютант маршала Массены, посылает полковнику Бодино приказ переправиться через Дунай со своим полком, чтобы занять позицию на левом берегу ниже местности и защитить строительство моста. Люди Бодино пересекли реку на лодках и прикрыли строительство моста, несмотря на австрийский огонь. Ночью французская армия развернулась на равнинах Энцерсдорфа, а одноименная деревня подверглась обстрелу французской артиллерией. Между семью и восемью часами утра Бодино получил приказ захватить деревню. Император, наблюдающий за этим движением, опасался, что сил полка будет недостаточно, и осведомился о имени полковника, который им руководит. Узнав, что это Бодино, он заявил: «хватит, я в нём уверен». Вскоре после этого Энцерсдорф попал в руки 46-го. Сражался при Ваграме, где был снова ранен, и при Цнайме. С 1810 по 1811 год служил в Булонском военном лагере.
1 июля 1812 года стал полковником штаба в генеральном штабе Великой Армии. Участвовал в Русской кампании. В сражении при Бородино временно командовал 2-й бригадой (5 батальонов и 4 лёгких орудия 12-го линейного полка) 3-й пехотной дивизии генерала барона Жерара 1-го корпуса маршала Даву. 1 октября 1812 года вернулся в пехоту и возглавил 12-й полк линейной пехоты, приписанный к арьергарду при отступлении из Москвы. В ходе одного из эпизодов его преследовала толпа казаков. Их разделял мост. Под его сводами французский полковник поставил ящик с порохом; прибывшие казаки были подорваны, когда у них под ногами сдетонировала самодельная мина, и французская армия смогла благополучно отступить. В 1813 году в составе 14-го корпуса под командой маршала Гувьона-Сен-Сира принимал участие в обороне Дрездена. 11 ноября 1813 года попал в плен при капитуляции города и возвратился во Францию только 1 июня 1814 года. Всё ещё верный Империи, он предстал перед судом Реставрации, но судьи единогласно оправдали его. Затем он вернулся к гражданской жизни, не стремясь возобновить службу у короля. Во время «Ста дней» присоединился к Императору и в ходе Бельгийской кампании командовал 12-м полком в составе 1-й бригады генерала барона Дюфура 11-й пехотной дивизии генерала Бертезена 3-го корпуса генерала Вандамма Северной армии. Сражался при Линьи и Вавре.
После второй Реставрации вышел 14 сентября 1816 года в отставку. Умер 27 декабря 1840 года в Селесте в возрасте 64 лет.
Он остался холостым. Некоторые следы его сохранились в его родном городе. Улица в центре города носит его имя, которое также фигурирует в списке селестадских генералов, выгравированых на мемориальной доске памятника, установленного на стене школы Сент-Фуа, площади Марше-Верт, в ознаменование вступления Людовика XIII в город.

## Воинские звания
- Солдат (1 марта 1789 года);
- Младший лейтенант (12 марта 1792 года);
- Лейтенант (18 ноября 1793 года);
- Капитан (15 мая 1798 года);
- Командир батальона (10 сентября 1805 года);
- Полковник (28 мая 1809 года).

## Титулы

Герб барона

- Барон Бодино и Империи (фр. baron Baudinot et de l'Empire; декрет от 15 августа 1809 года, патент подтверждён 17 апреля 1811 года, Париж)[2][3].

## Награды
Легионер ордена Почётного легиона (14 марта 1806 года)
 Офицер ордена Почётного легиона (14 мая 1807 года)
 Коммандан ордена Почётного легиона (19 сентября 1813 года)